# 전포대로
전포대로(Jeonpo-daero, 田浦大路, 부산광역시도 제71호선의 일부)는 부산광역시 남구 문현동 문현 교차로와 부산진구 전포동 삼전 교차로를 잇는 부산광역시의 도로이다. 전포동 일대를 지는 도로이기 때문에 전포로라 하였으나 도로명 일제 정비를 통해 전포대로로 변경되었다. 전 구간 부산광역시도 제71호선에 속한다.

## 역사
- 2009년 7월 8일 : 2개 이상 구·군에 걸쳐 있는 도로로 전포대로를 고시[1]

## 주요 경유지
부산광역시
- 남구 - 부산진구

## 노선
| 이름                       | 접속 노선                                                | 소재지        | 소재지        | 비고                                    |
| 우암로와 직결              | 우암로와 직결                                            | 우암로와 직결 | 우암로와 직결 | 우암로와 직결                           |
| -------------------------- | -------------------------------------------------------- | ------------- | ------------- | --------------------------------------- |
| 문현 교차로 (문현지하차도) | 부산광역시도 제20호선 (자성로) (수영로)                  | 부산광역시    | 남구          |                                         |
| 문현역                     |                                                          | 부산광역시    | 남구          |                                         |
| 문현 나들목                | 부산광역시도 제22호선 (동서고가도로)                     | 부산광역시    | 남구          | 전포 방면 진입 불가 문현 방면 진출 불가 |
| 국제금융센터·부산은행역    |                                                          | 부산광역시    | 남구          |                                         |
| 문전 교차로 (문전지하차도) | 부산광역시도 제24호선 (황령대로) 신천대로                | 부산광역시    | 남구          |                                         |
| 문전 교차로 (문전지하차도) | 부산광역시도 제24호선 (황령대로) 신천대로                | 부산광역시    | 부산진구      |                                         |
| 동성중고앞 교차로          | 전포대로175번길 전포대로176번길                          | 부산광역시    |               |                                         |
| 전포동부산은행앞사거리     | 전포대로199번길 전포대로200번길                          | 부산광역시    |               |                                         |
| 전포 교차로                | 부산광역시도 제6109호선 (서전로)                         | 부산광역시    |               |                                         |
| (이름 없음)                | 동성로                                                   | 부산광역시    |               |                                         |
| 삼전 교차로                | 국도 제7호선 부산광역시도 제61호선 (중앙대로) 시민공원로 | 부산광역시    |               |                                         |

## 주요 건물 및 시설
- 문현역 (부산광역시 남구 전포대로 지하17)
- 국제금융센터·부산은행역 (부산광역시 남구 전포대로 지하97)
- 문현2치안센터 (부산광역시 남구 전포대로 104)
- 전포1치안센터 (부산광역시 부산진구 전포대로 165)
- 전포역 (부산광역시 부산진구 전포대로 지하181)